# FK Dnipro

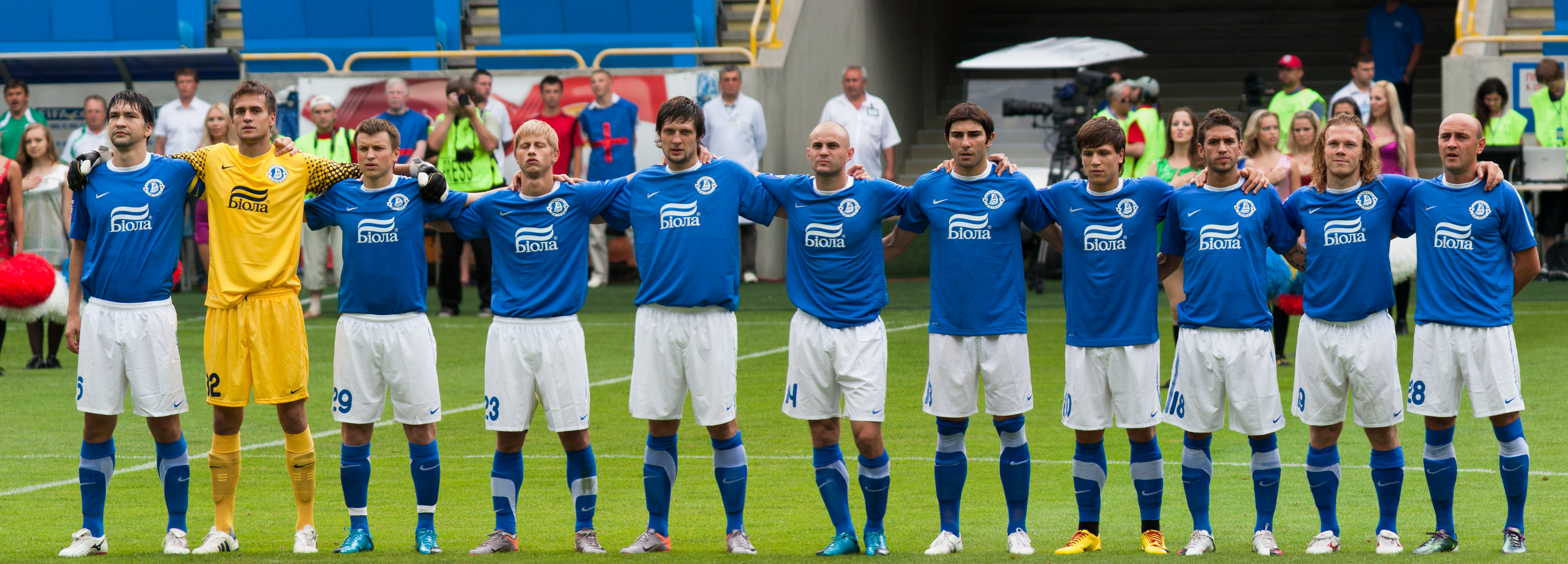
Opstelling van spelers in 2010

FK Dnipro (Oekraïens: ФК Дніпро; Russisch: ФК Днепр, FK Dnepr) was een Oekraïense voetbalclub uit Dnipro (vroeger: Dnjepropetrovsk).

## Geschiedenis
De club werd in 1918 opgericht als een team van de Petrovsky fabriek, een jaar later werd de club Petrovets genoemd. In 1936 sloot de club zich aan bij de Sovjet-competitie in de lagere klassen als Stal Dnjepropetrovsk (Stal is Russisch voor staal). In 1947 fusioneerde de club met Dinamo Dnjepropetrovsk. Twee jaar later nam de club de naam Metalurg aan, wat metaalwerker betekent. In 1961 veranderde de club van sponsor en ook van naam, zo ontstond Dnjepr Dnjepropetrovsk.
De prestaties van de club bleven echter hetzelfde, tot 1968 toen ze sterspeler Andrej Biba en de nieuwe trainer Valeri Lobanovski aantrokken, werd de club op 3 seizoenen naar de hoogste klasse bracht. De club eindigde in 1972 knap zesde op 16 teams. In 1978 degradeerde de club en kon na 2 seizoenen terugkeren.
De jaren 80 waren een succesperiode en de titel werd 2 keer binnen gehaald.

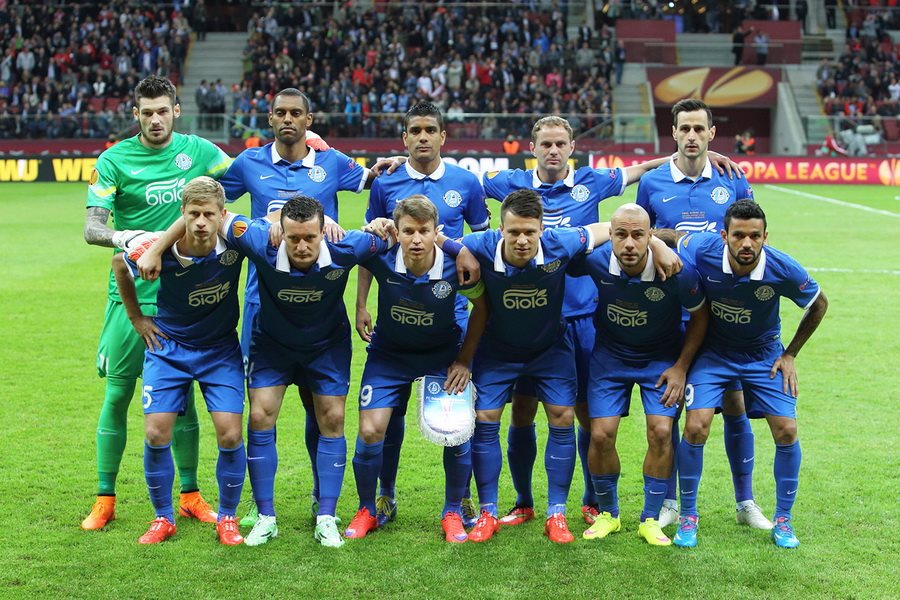
Teamfoto bij de finale van de Uefa Europa League 2014-2015

Na de val van het communisme en de verbrokkeling van de Sovjet-Unie nam de club internationaal de Oekraïense naam aan Dnipro Dnipropetrovsk. De club presteerde goed maar kon niet tippen aan FC Dynamo Kiev dat met de meeste titels ging lopen. Drie keer slaagde de club erin de bekerfinale te halen maar verloor telkens van FK Sjachtar Donetsk. In 2015 bereikte de club de finale van de Europa League en versloeg op weg naar de finale onder andere AFC Ajax, Club Brugge en SSC Napoli. In de finale verloren ze van Sevilla FC met 2-3. De club speelde alle thuiswedstrijden in Kiev vanwege de gespannen situatie in Oost-Oekraïne. In 2016 werd de club voor drie jaar uitgesloten van Europees voetbal omdat ze zich niet gehouden hadden aan de Financial Fair Play. Door financiële problemen kreeg de club 24 strafpunten, ondanks deze maatregel had dat geen effect op hun eindstand, de voorlaatste. De club werd zelfs teruggezet naar de Droeha Liha, de derde klasse. Daar eindigde de club als achtste maar werd in 2018 teruggezet naar het amateurvoetbal. Op 6 juni 2019 werd bekend dat de club zich niet meer inschreef voor een nieuw seizoen en op 3 juli 2019 werd het faillissement aangevraagd.
In 2017 was door een voormalige eigenaar de club SC Dnipro-1 gestart die de jeugdopleiding van FK Dnipro overnam. In 2019 promoveerde Dnipro-1 naar het hoogste niveau.

## Erelijst

### Nationaal
- Kampioen van de Sovjet-Unie

1983, 1988
- Beker van de Sovjet-Unie

Winnaar: 1989
- Supercup van de Sovjet-Unie

Winnaar: 1988
Finalist: 1983
- Federatiebeker

Winnaar: 1986, 1989
- Oekraïense voetbalbeker

Finalist: 1995, 1997, 2004

### Internationaal
- UEFA Europa League

Finalist: 2014/2015

## In Europa
FK Dnipro speelt sinds 1984 in diverse Europese competities. Hieronder staan de competities en in welke seizoenen de club deelnam:
- Europacup I (3x)

1984/85, 1989/90, 2015/16
- Europa League (6x)

2010/11, 2011/12, 2012/13, 2013/14, 2014/15, 2015/16
- UEFA Cup (12x)

1985/86, 1986/87, 1988/89, 1990/91, 1993/94, 1997/98, 2001/02, 2003/04, 2004/05, 2005/06, 2007/08, 2008/09
- Intertoto Cup (1x)

2006

## Bekende (oud-)spelers
- Danilo
- Giuliano
- Oleg Protasov
- Nikola Kalinić
- Nikolaj Koedritski
- Jevhen Konopljanka
- Jan Laštůvka
- Eric Matoukou
- Ondřej Mazuch
- Roeslan Rotan
- Jevgeni Sjachov
- Jevhen Sjachov
- Gheorghe Stratulat
- Ivan Strinić
- Denys Oliynyk
- Alexandru Vlad